# Pierre Choderlos de Laclos
Pierre Ambroise Choderlos de Laclos (Amiens, 18 d'octubre de 1741 – Tàrent, 5 de setembre de 1803), escriptor i oficial militar francés. Durant molt de temps, va ser considerat un escriptor tan escandalós com el marqués de Sade o Restif de la Bretonne.
Va ser un militar pessimista pel que fa a les relacions humanes, i un escriptor aficionat, tot i que el seu projecte somiat era «escriure una obra que s'aparte d'allò habitual, que faça molt de soroll, i que continue ressonant sobre la Terra quan jo haja mort»; des d'aquest punt de vista, es van complir els seus desitjos, perquè l'èxit que va aconseguir la seua obra mestra, Les amistats perilloses (Les liaisons dangereuses) va ser de tal magnitud, que pot ser considerada com una de les novel·les més conegudes en el món. És una de les obres mestres de la literatura galant del segle xviii, que descriu les intrigues de l'aristocràcia. La seua història ha propiciat un gran nombre de treballs crítics i analítics, obres de teatre i pel·lícules dirigides, entre d'altres, per Roger Vadim, Milos Forman, o la més destacada, de Stephen Frears, de 1988.

## Pronúncia
Els francòfons dubten entre dues pronúncies per a Choderlos: xo-der-ló o ko-der-ló.
L'Acadèmia Francesa, això no obstant, preconitza la pronúncia xo-der-lo. Roger Vailland, en la seua obra Laclos par lui-même (p. 65), presenta un facsímil d'una Mémoire pour demander la Croix de Saint-Louis, redactada pel mateix Laclos i datada del 26 d'agost de 1787, en què s'anomena Chauderlot de Laclos, cosa que justificaria la pronúncia sho-der-ló.

## Biografia
Pierre Ambroise Choderlos de Laclos va nàixer a Amiens, cap de partit del departament del Somme. Va ser el desé fill d'un secretari d'intendència de la Picardia i d'Artois.

### La carrera militar
Ser militar era la seua vertadera vocació. Es va decidir, per tant, per aquesta carrera malgrat que les perspectives de promocionar-s'hi no eren gaire encoratjadores. Va escollir l'artilleria, per ser la que millor s'adaptava al seu esperit matemàtic. Va ser admès l'any 1760 en l'Escola de la Fére, precursora de l'Escola politècnica.
És nomenat, successivament, subtinent el 1761, i tinent segon el 1762. Ansiós de conquestes i de glòria, s'incorpora a la brigada de les colònies, una guarnició de La Rochelle. Però el tractat de París, l'any 1763, posa fi a la Guerra dels Set Anys. En vista d'això, el jove Laclos es veu obligat a oblidar les seues ambicions bel·licistes i a conformar-se amb la tediosa vida de la guarnició: a Toul, el 1763, a Estrasburg, de 1765 a 1769, a Grenoble, de 1769 a 1775 i a Besançon de 1775 a 1776.
Nomenat capità el 1771, va romandre durant dèsset anys en l'armada (just fins a la Revolució Francesa). Aquest artiller, fred i lògic, d'esperit subtil, s'avorreix entre els toscos soldats i, per ocupar el temps, se submergix en la literatura i en l'escriptura. Les seues primeres obres, escrites en versos lleugers, es publiquen en l'Almanac de les muses. Inspirant-se en una novel·la de Madame Riccoboni, escriu una òpera còmica bastant dolenta, Ernestina, que no aconseguirà més que una desastrosa representació davant la reina Maria Antonieta, el 19 de juliol de 1777.
El 1776, se li encarrega la instal·lació d'una nova escola d'artilleria a Valença, en què després ingressarà Napoleó Bonaparte. De retorn a Besançon, l'any 1778, és nomenat capità de segona de sapadors. En la guarnició, i durant el seu temps lliure, redacta unes quantes obres en què apareix com un fervent admirador de Jean-Jacques Rousseau i de les seues novel·les. Considera La nova Eloisa «la més bella de les obres escrita amb el títol de novel·la». El 1778, comença a escriure Les relacions perilloses.

### Les relacions perilloses
L'any 1779, és enviat de servei a l'illa d'Aix, per ajudar el marquès de Montalembert en la direcció i construcció de les fortificacions que han de defensar-los de l'atac dels anglesos. De tota manera, passa molt de temps redactant Les amistats perilloses i una epístola a madame de Montalembert. Ascendit a capità de bombarders, sol·licita una baixa de sis mesos durant la qual, a París, es dedicarà a escriure; és conscient que, a partir d'ara, la seua vocació literària és més important que la seua carrera militar, amb la qual se sent frustrat.
La seua obra, en gestació, reflecteix les seues frustracions militars (no haver pogut demostrar el seu valor en una guerra), així com les nombroses humiliacions que ell creu haver patit durant la seua vida per part dels aristòcrates i de les dones que considera inaccessibles. Escriure Les relacions perilloses representa, per a ell, una espècie de venjança i una teràpia.
Com el mateix títol ja indica amb escreix, Laclos desitja portar-nos al món de l'aparença i l'engany, de la hipocresia que arriba a adquirir tints de cinisme embolcallats en un context bucòlic i aparentment innocent... Amb aquest objectiu, ens presenta les fredes maquinacions de dos nobles rivals i amants: l'atractiu vescomte de Valmont i la perspicaç i maquiavèl·lica marquesa de Mertueil.
Ambdós competeixen i rivalitzen sagaçment en capritxosos jocs d'amor, movent-se amb elegància i aparent honestedat pels millors salons i palaus de París, encara que sense gens de rubor preparen i planegen tota mena de trames sobre les seues desprevingudes víctimes. En aquesta imparable carrera de seducció manipulada, val tota la seua temeritat, que afecta sobretot jóvens inexperts i incauts. Moltes vegades aconsegueixen enfonsar i exposar a l'escàndol respectables matrimonis o deshonrar jovenetes que esperen la seua boda concertada, encara que la seua tàctica mai no és advertida gràcies al seu esplèndid refinament, gairebé teatral.
L'art de l'exquisida dissimulació i d'aquesta inevitable temptació rendeix tothom que sembla resistir-se tant a Valmont com a Mertueil, que només consideren una norma d'honor, que mai ha de ser violada: no s'ha de demostrar amor sincer cap a ningú, ja que això significaria caure en l'error fatal de la debilitat sentimental.
Quan Valmont sembla haver caigut enamorat de la seua víctima (una dama casada que, inauditament, se li resisteix), la marquesa de Mertueil és inflexible: la relació d'amor-odi que existeix entre ambdós s'exacerbarà fins a extrems insostenibles, i el que podria haver sigut una simple aposta més es convertirà en una guerra oberta entre les capacitats més traïdorenques que els jugadors no dubten a usar.
El resultat de tot aquest conflicte suposarà la tragèdia final per a Valmont, però també el fracàs dels cruels plans de Mertueil.
En tot cas, el retrat que ofereix Lacros d'una aristocràcia francesa egocèntrica i frívola, aliena a la pobresa del poble i a les seues misèries, i despreocupada en activitats envoltades de luxe en grans palaus i vil·les campestres, s'ajusta certament molt al context del frívol rococó del regnat de Lluís XV. Probablement, aquesta frivolitat va ser el principal cavall de batalla per a la mordaç crítica de Laclos.
El 1781, és ascendit a capità-comandant dels canoners i aconseguix un altre permís de sis mesos durant els quals acaba la seua obra mestra. L'editor Durand Neveu serà l'encarregat de publicar, en quatre volums, la novel·la, que ix a la venda el 23 de març de 1782. L'èxit és immediat i fulgurant; la primera edició de dos mil exemplars es ven en un mes (una cosa que, en aquesta època, era extraordinari), i durant els dos anys següents una dotzena de reedicions són publicades i venudes.
No obstant això, la publicació d'aquesta obra incendiària, considerada com un atac a l'aristocràcia, és jutjada com una falta pels seus superiors. Se li ordena de tornar immediatament a la seua guarnició de la Bretanya, des d'on és tramès a La Rochelle l'any 1783, perquè participe en la construcció del nou arsenal. Coneix, llavors, Marie-Soulange Duperré, a qui sedueix i amb qui tindrà un fill. Choderlos té 42 anys, ella només 24 però, realment enamorat, s'hi casa l'any 1786. Marie-Soulange serà el seu gran amor i amb ella tindrà dos fills més.
Choderlos de Laclos no s'assembla gens a l'arquetip del seductor personatge de Valmont i no té cap dels seus defectes. Choderlos no era un seductor i se'l va descriure com un «cavaller prim i ros», de «conversa freda i metòdica». Sense conquestes amoroses conegudes, va dedicar la seua vida sentimental a la seua esposa, i fou un marit fidel i un pare atent.
Va participar en un concurs acadèmic sobre el tema Quins serien els millors mètodes per a perfeccionar l'educació de les dones?; això li va permetre de desenvolupar les seues teories (molt avançades) feministes sobre la igualtat dels sexes i l'educació de les jóvens. En aquest text, inacabat, Choderlos posa en evidència la mala educació que reben les jóvens, ja que, segons ell, «hom les acostuma a la servitud i a ser unes mantingudes». El tema de l'emancipació femenina es reflecteix ja, de manera explícita, en Les relacions perilloses.
El 17 de juny de 1787, va escriure en el Journal de París el seu projecte de numeració dels carrers de París.

### La revolució
L'any 1788 va abandonar l'armada. Després d'un període de cerca personal i del millor mitjà d'aconseguir les seues ambicions, i d'algunes temptatives per aproximar-se a un gran senyor, va entrar al servei del duc d'Orleans, amb qui compartia les mateixes idees d'evolució de la reialesa.
En esclatar la Revolució francesa, va trobar l'ocasió per a viure intensament. Des del principi, va ordir intrigues a favor del seu senyor, organitzant conspiracions i maquinacions. El 5 i 6 d'octubre de 1789, va intervenir en les jornades versallesques i va redactar, amb Brisot, la petició que va provocar la matança del camp de Mart. El 17 de juliol, va negociar el rescat dels sis-cents fusellers del 14 de juliol.
Es va unir a la facció republicana, deixant el duc d'Orleans per un lloc de comissari en el Ministeri de la Guerra, encarregat d'organitzar les tropes de la jove república. Gràcies a estes activitats va participar, de manera decisiva, en la victòria de la batalla de Valmy. Després de la traïció de Dumouriez, Robespierre en va ordenar l'arrest i el va empresonar per orleanista. Va ser alliberat arran de la reacció termidoriana.
Va posar a punt, després d'alguns experiments, una bala buida, farcida de pólvora. Choderlos Laclos és, per tant, l'inventor de l'obús. L'any 1795, esperant reintegrar-se a l'armada, va escriure unes memòries titulades De la guerra i de la pau, que va dirigir al Comité de la Salut Pública, i que no van tenir cap efecte immediat. Va intentar entrar en la diplomàcia i fundar una banca, però no va reeixir en cap de les dues empreses.
Finalment, va conèixer el jove general Napoleó Bonaparte, el nou primer cònsol, artiller com ell, i es va adscriure a les idees bonapartistes. El 16 de gener de 1800, va ser nomenat general d'artilleria i destinat a l'armada del Rin i, en la batalla de Bilberach va rebre, per fi, el baptisme de foc. Destinat a l'armada d'Itàlia, va morir el 5 de setembre de 1803 a Tàrent i no precisament en una batalla, com sempre va anhelar, sinó de disenteria i malària. Va ser soterrat al lloc de la seua mort, però amb el retorn dels Borbons, l'any 1815, la seua tomba va ser destruïda.

## Obres
- 1777, Ernestine[10]
- 1782, Les Liaisons dangereuses, el seu major èxit.
- 1783, De l'éducation des femmes
- 1789, Instructions aux assemblées de bailliage
- 1790-1791, Journal des amis de la Constitution
- 1795, De la guerre et de la paix

## Traduccions catalanes
- Les relacions perilloses (Les Liaisons dangereuses). Barcelona: Edicions Proa, 2022 (Biblioteca A tot vent, 272).
- Les amistats perilloses (Les Liaisons dangereuses). Traducció de Marta Giné Janer. Martorell: Adesiara Editorial, 2023.